# Rodrigueziopsis
Rodrigueziopsis é um género botânico pertencente à família das orquídeas (Orchidaceae). Foi proposto por Schlechter em Repertorium Specierum Novarum Regni Vegetabilis 16: 427, em 1920. O nome refere-se a aparência destas espécies que lembram pequenas Rodriguezia.

## Dispersão
Rodrigueziopsis é representado por apenas duas espécies naturais da Serra do Mar no sudeste do Brasil, epífitas, minúsculas, porém que formam grandes touceiras e apresentam flores pequenas, mas quando comparadas às dimensões da planta, surpreendentemente grandes.

## Descrição
São plantas de rizoma alongado, bastante radicífero, com finas raízes aéreas; pseudobulbos algo espaçados, bifoliados, ovóides, lateralmente comprimidos, guarnecidos por diversas Baínhas foliares imbricadas, as internas bem maiores que as externas, porém todas menores que as folhas. Estas são herbáceas, lineares, bastante estreitas, delgadas,  de aparência gramínea. A inflorescência brota das axilas das Baínhas dos pseudobulbos, é arqueada, racemosa, com uma ou muito poucas flores espaçadas, em regra pálidas, alvas, esverdeadas ou levemente róseas.
As pétalas e sépalas são espatuladas, a sépala dorsal levemente tombada sobre a coluna, as pétalas maiores que as sépalas, esta algo côncavas.  O labelo tem na base duas altas e longas carenas laterais, com face interior pubescente perto da base, que se ligam e soldam às margens inferiores da coluna, é trilobado, com lobos laterais muito menores que o mediano. coluna curta, larga e espessa com duas pequenas aurículas de extremidade acuminada e oblíqua que se prolonga quase até por sob a antera, esta grande e apical com duas polínias.

## Filogenia
A aparente inserção de Rodrigueziopsis no clado de gêneros das Gomesa não deixa de ser surpreendente pois suas duas espécies já estiveram subordinadas ao um grupo de espécies, hoje pertencentes ao gênero Rodriguezia. Lindley considerava algumas Rodriguezia pertencentes gênero à parte com o nome Burlingtonia, por apresentarem rizoma longo, caule escandente com raízes adventícias e pseudobulbos muito espaçados, características que Rodrigueziopsis compartilham e o outro grupo principal deRodriguezia não apresenta.

## Espécies
1. Rodrigueziopsis eleutherosepala (Barb.Rodr.) Schltr., Repert. Spec. Nov. Regni Veg. 16: 427 (1920).
2. Rodrigueziopsis microphyton (Barb.Rodr.) Schltr., Repert. Spec. Nov. Regni Veg. 16: 427 (1920).